# Antonino Maggiore
Antonino Maggiore (Cormons, 30 agosto 1960) è un generale italiano della Guardia di Finanza; dal 12 settembre 2018 al 9 dicembre 2019 è stato direttore dell'Agenzia delle entrate.
Attualmente ricopre la carica di Comandante Interregionale dell'Italia Sud Occidentale della Guardia di Finanza.

## Biografia
Ha frequentato l’accademia della Guardia di Finanza dal 1979 al 1983 e il corso superiore di polizia tributaria negli anni 1993-1995. 
Diventato capitano, è stato comandante di compagnia Allievi nella scuola di sottufficiali di Cuneo e poi della compagnia di Imperia. Successivamente nei gradi da Maggiore a Tenente Colonnello è stato Comandante di Gruppo Verifiche Speciali presso il Nucleo Regionale di Polizia Tributaria (ora Polizia Economica-Finanziaria) di Torino e di Palermo.
Nei gradi, da Colonnello a Generale di Brigata e di Divisione, è stato Comandante Provinciale di Lecce, Capo di Stato Maggiore del Comando Regionale Piemonte, Comandante Provinciale di Varese e di Genova, Comandante Regionale del Friuli Venezia Giulia e del Veneto, nonché, per un breve periodo, Comandante del Nucleo della Guardia di Finanza per la repressione delle frodi nei confronti dell'Unione europea.
Ha ricoperto l’incarico di Direttore dell'Agenzia delle Entrate e Presidente dell’Agenzia delle Entrate-Riscossione, per il periodo dal 26 settembre 2018 al 09 dicembre 2019.
Dal 1º luglio 2020 al 30 giugno 2023, è stato Direttore Centrale per i Servizi Antidroga presso il Dipartimento della Pubblica Sicurezza del Ministero dell’Interno.
Dal 1º gennaio 2021 è stato promosso generale di Corpo d'Armata.
Dal 7 settembre 2023, al 25 giugno 2024 ha ricoperto l’incarico di Comandante Aeronavale Centrale della Guardia di Finanza.
Dal 26 giugno 2024, ricopre l'attuale incarico di Comandante Interregionale dell'Italia Sud Occidentale della Guardia di Finanza.
Ha conseguito tre lauree, in giurisprudenza, scienze politiche e scienze della sicurezza economico-finanziaria e un master in diritto tributario.

## Onorificenze
È stato insignito della medaglia d'oro al merito di lungo comando, della croce d'oro per anzianità di servizio e della medaglia Mauriziana.